# Salvatore Tommasi
Salvatore Tommasi (Roccaraso, 26 luglio 1813 – Napoli, 18 luglio 1888) è stato un patologo italiano, importante rappresentante della ricerca medica nella seconda metà dell'Ottocento in Italia e uno dei maggiori esponenti del Positivismo italiano.

## Biografia
Nato in Abruzzo, da genitori originari di Accumoli, studiò prima nel seminario di Ascoli Piceno e proseguì la sua formazione all'Università degli Studi di Napoli Federico II, dove si laureò in Medicina nel 1845. Nel 1842 fondò una rivista di divulgazione e ricerca medica dal titolo Il Sarcone, in onore del celebre medico partenopeo Michele Sarcone (1731-1797). Nel 1846 ottenne la cattedra di Clinica medica a Napoli, che perse nel 1848 per le sue attività antiborboniche che lo costrinsero a lasciare il Regno delle Due Sicilie, dopo essere stato imprigionato ed esiliato per aver partecipato come deputato liberale per la provincia dell'Aquila nel Parlamento napoletano frutto delle concessioni date dal sovrano borbonico Ferdinando II.
Nel mentre, nel luglio 1844, nonostante l'irremovibile opposizione della sua famiglia, si era unito in matrimonio con la corregionale Emilia Organtini.
Trasferitosi esule dapprima in Francia e poi in Inghilterra, si stabilì definitivamente a Torino, dove versò in condizioni di estrema povertà che non gli impedirono di contribuire alla vita culturale e scientifica della città, diventando uno dei fondatori della Società delle scienze biologiche (1853-1857). Nel 1859, dopo l'annessione della Lombardia, venne ripagato del suo attivismo politico e scientifico con l'assegnazione alla cattedra di Clinica medica all'Università degli Studi di Pavia; tra i suoi allievi vi fu Camillo Bozzolo.
Nel 1860 il suo impegno politico a favore dell'unificazione d'Italia si espresse nella missione di mediazione per conto del governo Cavour tra Giuseppe Garibaldi e Vittorio Emanuele II e nella promozione dell'annessione degli Abruzzi nel Regno d'Italia. Il 13 marzo 1864, per i suoi alti meriti patriottici e scientifici venne nominato senatore nel Parlamento italiano. Nel 1865 poté fare ritorno all'Università di Napoli dove ottenne la cattedra di Patologia speciale medica, che mantenne fino alla sua morte nel 1888.
La sua attività è testimoniata in gran parte dalla sua opera principale, le Istituzioni di Fisiologia che vide ben due revisioni, nel 1852 e nel 1860. L'opera è un vero e proprio manuale di fisiologia nel quale Tommasi invitava i suoi lettori medici a non praticare la medicina come un'arte ma come una disciplina scientifica che doveva avvalersi di tutte le scoperte in ambito empirico e tecnico dell'epoca e soprattutto di una valida e severa sperimentazione.

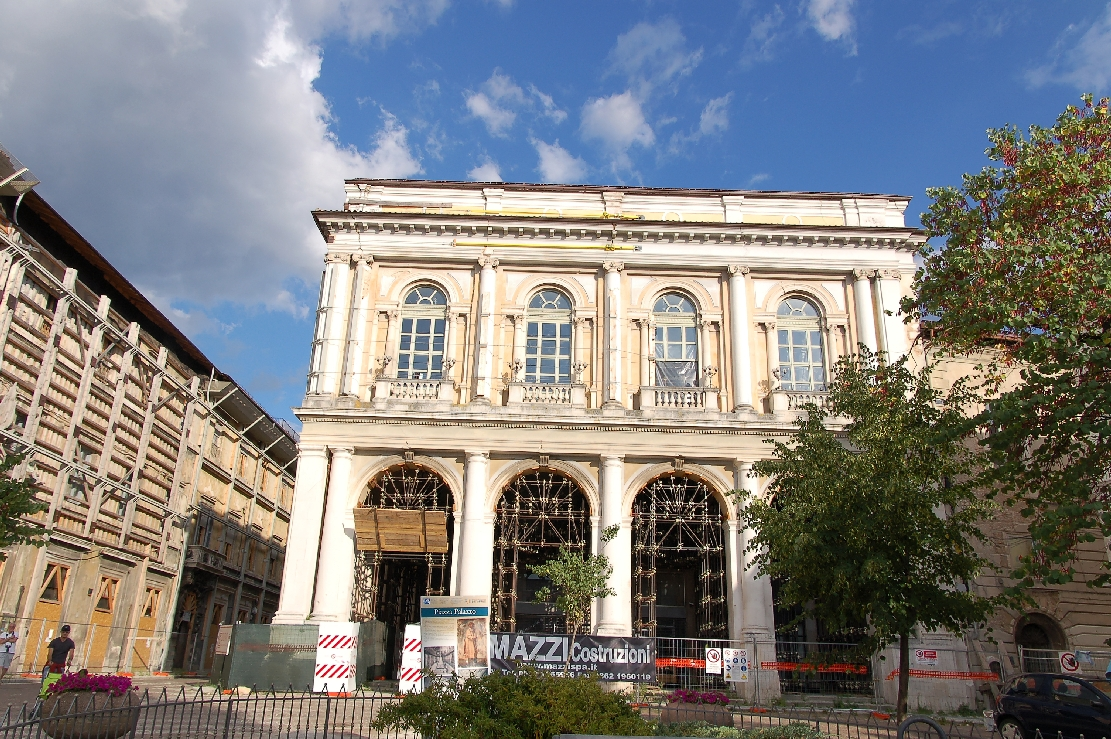
La biblioteca provinciale dell'Aquila, intitolata a Tommasi

Dopo il suo ritorno a Napoli, divenne uno dei maggiori esponenti e promotori della teoria evoluzionistica di Charles Darwin e nel 1866 pronunciò una prolusione accademica dal titolo Il naturalismo moderno che viene considerata uno dei manifesti programmatici del positivismo italiano.
Fu anche promotore e curatore di una rivista di Patologia dal titolo Il Morgagni. Giornale indirizzato al progresso della medicina che ospitava discussioni e ricerche nell'ambito della patologia. Proprietario di una cospicua biblioteca, la donò per testamento alla Provincia dell'Aquila, che ne fece il nucleo centrale della Biblioteca Provinciale a lui intitolata, la Biblioteca provinciale Salvatore Tommasi.
A Roccaraso, sua patria, gli è intitolata una targa in piazza Giovanni Leone.